# Bogdan Karaičić
Bogdan Karaičić (in serbo Богдан Караичић?; Užice, 31 luglio 1984) è un allenatore di pallacanestro serbo.